# Marijo Osibov
Marijo Osibov (Spalato, 30 marzo 1973) è un allenatore di calcio ed ex calciatore croato, di ruolo difensore.

## Carriera

### Giocatore
Cresciuto nelle giovanili dell'Hajduk Spalato debuttò in prima squadra il 3 marzo 1991 subentrando, nell'incontro casalingo valevole per il campionato, contro l'Olimpia Lubiana. Fece parte della formazione dei Majstori s mora che vinse il primo campionato croato dell'allora neo stato indipendente.

### Allenatore
Nel marzo 2014 diventa allenatore della sezione U-19 dell'Hajduk Spalato sostituendo così Stipe Balajić. Il 5 giugno dello stesso anno guida i Bili tići alla vittoria della coppa di categoria nella finale stracittadina vinta per 2-0 contro il RNK Spalato. Nel luglio 2021 prende le redini della sezione U-17 dell'Al-Nassr.

## Statistiche

### Cronologia presenze e reti in nazionale
| Cronologia completa delle presenze e delle reti in nazionale ― Croazia under 21 | Cronologia completa delle presenze e delle reti in nazionale ― Croazia under 21 | Cronologia completa delle presenze e delle reti in nazionale ― Croazia under 21 | Cronologia completa delle presenze e delle reti in nazionale ― Croazia under 21 | Cronologia completa delle presenze e delle reti in nazionale ― Croazia under 21 | Cronologia completa delle presenze e delle reti in nazionale ― Croazia under 21 | Cronologia completa delle presenze e delle reti in nazionale ― Croazia under 21 | Cronologia completa delle presenze e delle reti in nazionale ― Croazia under 21 |
| Data                                                                            | Città                                                                           | In casa                                                                         | Risultato                                                                       | Ospiti                                                                          | Competizione                                                                    | Reti                                                                            | Note                                                                            |
| ------------------------------------------------------------------------------- | ------------------------------------------------------------------------------- | ------------------------------------------------------------------------------- | ------------------------------------------------------------------------------- | ------------------------------------------------------------------------------- | ------------------------------------------------------------------------------- | ------------------------------------------------------------------------------- | ------------------------------------------------------------------------------- |
| 17-3-1993                                                                       | Varaždin                                                                        | Croazia under 21                                                                | 1 – 1                                                                           | Slovenia under 21                                                               | Amichevole                                                                      | -                                                                               |                                                                                 |
| 12-5-1993                                                                       | Maribor                                                                         | Slovenia under 21                                                               | 1 – 1                                                                           | Croazia under 21                                                                | Amichevole                                                                      | -                                                                               |                                                                                 |
| 16-11-1994                                                                      | Caltanissetta                                                                   | Italia under 21                                                                 | 2 – 1                                                                           | Croazia under 21                                                                | Qual. Europeo Under-21 1996                                                     | -                                                                               |                                                                                 |
| 11-6-1995                                                                       | Kiev                                                                            | Ucraina under 21                                                                | 1 – 1                                                                           | Croazia under 21                                                                | Qual. Europeo Under-21 1996                                                     | -                                                                               | 51’ 74’                                                                         |
| Totale                                                                          |                                                                                 | Presenze                                                                        | 4                                                                               |                                                                                 | Reti                                                                            | 0                                                                               |                                                                                 |

## Palmarès

### Giocatore

#### Competizioni nazionali
- Coppa di Jugoslavia: 1

Hajduk Spalato: 1990-1991
- Campionato croato: 3

Hajduk Spalato: 1992, 1993-1994
NK Zagabria: 2001-2002
- Supercoppa di Croazia: 1

Hajduk Spalato: 1993

### Competizioni giovanili
- Kup Hrvatske u nogometu za juniore: 1

Hajduk Spalato: 2013-2014